# Ambriz

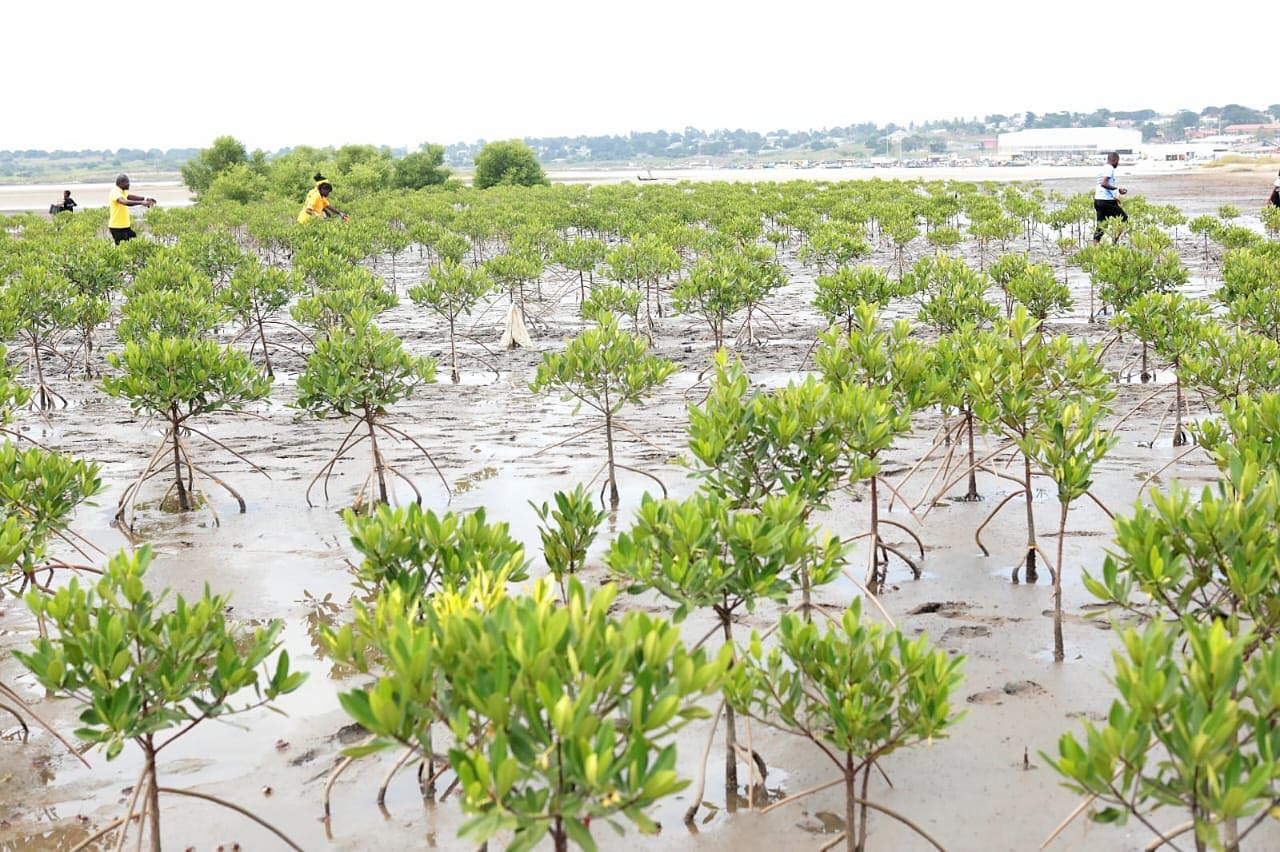
Campanhas de Reflorestação nos Mangais do Ambriz, 2025

Ambriz é uma cidade e município da província do Bengo, em Angola.
Tem 21.806 habitantes. É limitado a norte pelo município de Nezeto, a leste pelo município de Nambuangongo, a sul pelo município do Dande e a oeste pelo oceano Atlântico.
O município é constituído pela comuna-sede, correspondente à cidade de Ambriz, e pelas comunas de Bela Vista e Tabi.

## História
Ambriz esteve no centro de uma disputa territorial entre Portugal e Reino Unido entre a década de 1810 e a década de 1880, quando surgiu a Questão do Ambriz. Inclusive a fundação da localidade está relacionada a esta contenda, pois obrigou Portugal a se apressar a enviar uma expedição militar chefiada por José Baptista de Andrade, em 6 de junho de 1855, para ocupar e fundar Ambriz. A expedição estava planejada desde 20 de janeiro do mesmo ano, mas foi antecipada. Em 1860 a escalada do conflito levou os lusitanos a se retirarem de Cabinda, concentrando seus contingentes em Ambriz e Luanda.
A contenda fez com que Portugal tentasse afirmar mais categoricamente sua posição. Assim, entre 1861 e 1866, a cidade de Ambriz foi transformada em capital do distrito do Ambriz, entidade administrativa precursora da atual província do Bengo, permanecendo com destacamento permanente.
Em 11 de novembro de 1975 a cidade passou mais uma vez à história nacional quando foi proclamada nesta, pelo Frente Nacional de Libertação de Angola (FNLA), a independência da "República Popular Democrática de Angola" (RPDA), com capitais em Huambo e Ambriz. Era um governo rival ao da República Popular de Angola, que havia sido proclamada independente pelo Movimento Popular de Libertação de Angola (MPLA) em Luanda. Pouco depois de proclamada, em novembro de 1975, a cidade de Ambriz já estava sob ataque do MPLA, com apoio de tropas cubanas, com o governo da RPDA permanecendo somente no Huambo (em fevereiro de 1976 foi obrigado a declarar exílio, pois até o Huambo caíra).
Em 1992, no reinício dos combates da Guerra Civil Angolana, as forças militares da União Nacional para a Independência Total de Angola (UNITA) atacaram a cidade e destruíram a plataforma de armazenamento e operações óleo e gás pertencente à Petromar. A economia da cidade caiu em ruínas após o ocorrido.

## Geografia
A sede municipal está às margens do complexo estuarino de Loge-Ambriz, onde localiza-se o estratégico porto de Ambriz; esse complexo estuarino recebe parte das águas do rio Loge.
A maioria da população é da etnia dos congos, havendo grupos relevantes de ovimbundos, ambundos e lusitanos.

## Economia
A actividade principal da população é a pesca marítima e fluvial, verificando-se também a presença de produção agrícola e de pecuária, de corte e leite.
No passado, Ambriz tinha uma plataforma de armazenamento e operações óleo e gás pertencente à Petromar, destruída em 1992, que foi reconstruída e ampliada em 2020, reabilitando o importante porto da cidade.
Possui serviços relacionados à estalagem e reforma de embarcações, concentrados no seu importante porto, o maior da província.

## Infraestrutura
O Ambriz têm sua principal ligação com o território nacional pela rodovia EN-100, que a liga a Nezeto a norte e, a Barra do Dande à sul.
Ambriz também é a sede da Base Naval de Quincacala-Ambriz da Marinha de Guerra Angolana, que mantém o Instituto Superior Naval de Guerra e o 1º Batalhão da Base da Marinha de Guerra Angolana, tornando o porto de Ambriz uma das principais bases navais angolanas.
Na cidade ainda há uma aeródromo, o Aeroporto de Ambriz.